# Demi Moore
Demi Gene Moore (născută Guynes; n. 11 noiembrie 1962, Roswell, New Mexico, SUA) este o actriță, regizoare, producătoare și fostă compozitoare și fotomodel american.

## Biografie

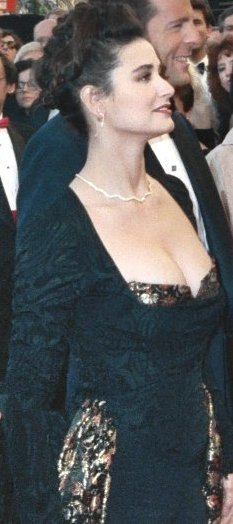
Moore la premiile Oscar din 1989

Demi Moore provine dintr-o familie unde lipseau armonia și liniștea. Tatăl ei, Charles Harmon, a părăsit familia înainte de nașterea lui Demi. Tatăl ei vitreg, Danny Guynes, a avut locuri de muncă diferite, ceea ce a obligat familia să se mute frecvent. Demi a locuit mai ales în estul statului Pennsylvania. Părăsește scoala la vârsta de 16 ani având ocupația de Pin-up-Girl, care consta din a se lăsa fotografiată în posturi erotice. Din anul 1981 a început să joace roluri seriale tv ca General Hospital. Primul succes ca actriță îl va avea în filmul Este vina lui Rio din 1983, iar în 1985 joacă în filmul St. Elmo’s Fire. Regizorul Joel Schumacher o amenință cu anularea contractului, deoarece Demi consumă droguri. Urmează un tratament și va juca până la sfârșit rolul în care a fost distribuită. Pentru rolul jucat în filmul Ghost, Demi va fi nominalizată în anul 1990 pentru premiul Golden-Globe. În această perioadăse numără printre cele mai bine cotate actrițe americane, fiind prima actriță care primește pentru un film (Striptease), un onorariu de 10 milioane de dolari. A jucat roluri alături de importante vedete ca Patrick Swayze, Tom Cruise, Robert Redford sau Michael Douglas. După o serie de roluri în filme sau teatru, va deveni și producătoare de filme, prin firma  sa Moving Pictures. În filmul Charlie’s Angels: Full Throttle realizează un comeback în domeniul cinematografiei. La sfârșitul lui noiembrie 2008, declară că în un ultimul timp are greutăți de a primi rolul unei tinere.

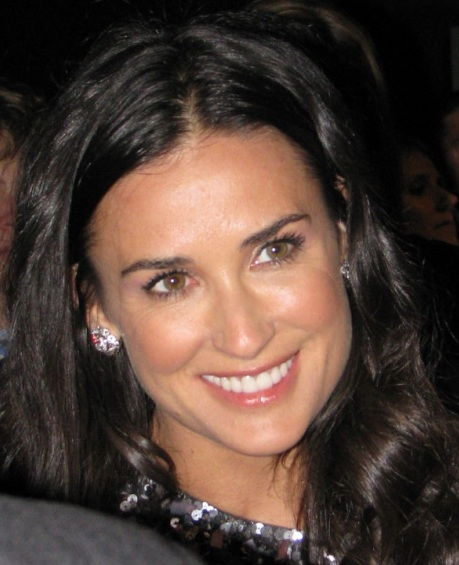
Moore în 2009

## Viața privată

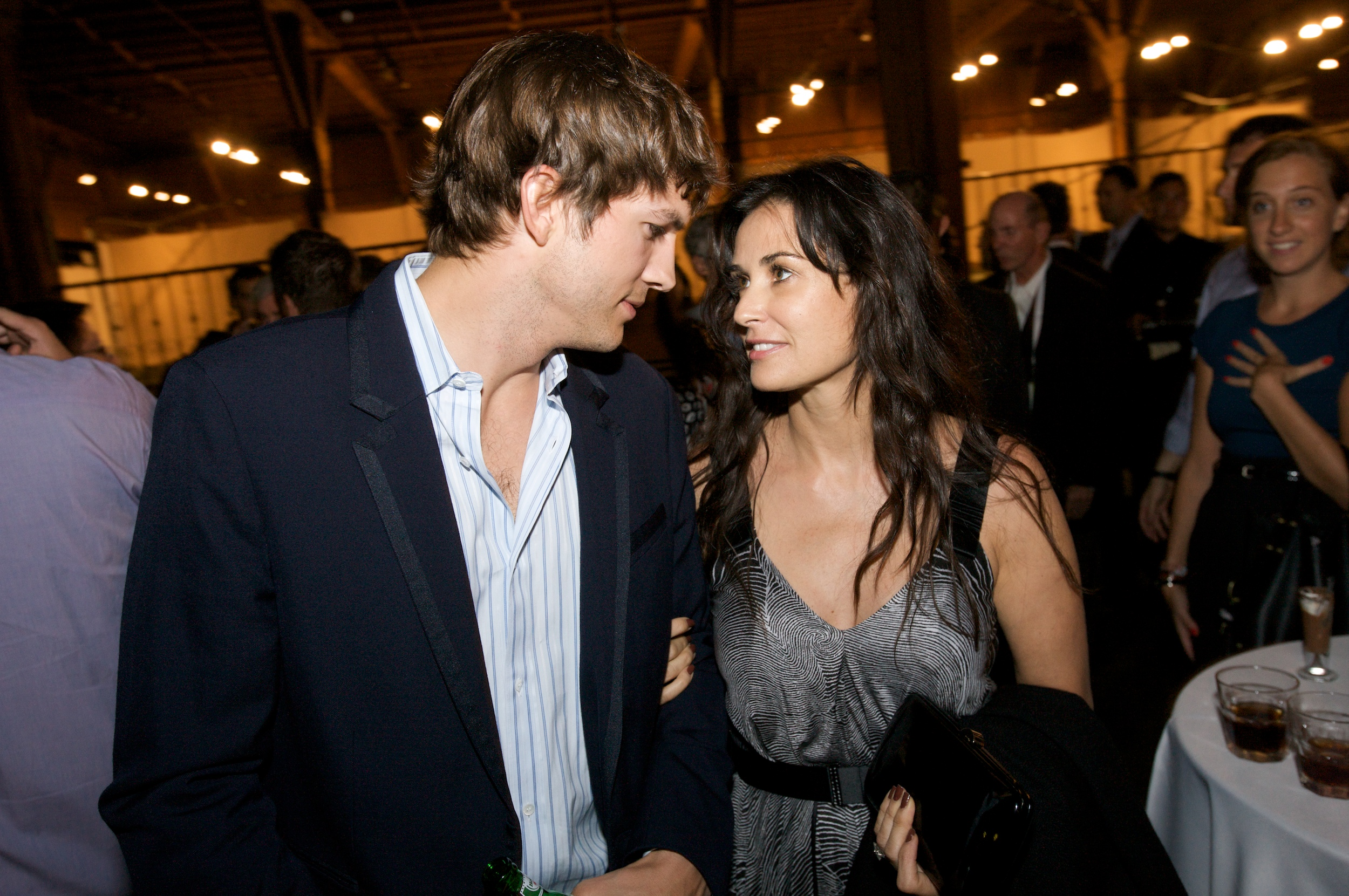
Moore și Kutcher în 2008

Demi Moore s-a căsătorit în pe 8 februarie 1980 cu muzicianul rock Freddy Moore, care este cu 12 ani mai în vârstă ca ea. Încă dinainte de căsătorie, Demi a început a utiliza numele de familie al lui Freddy ca nume de scenă. Ea a inițiat procedura de divorț în septembrie 1984, finalizându-se pe 7 august 1985.
După aceasta ea a avut o relație cu actorul Emilio Estevez.
Pe 21 noiembrie 1987, Moore s-a căsătorit cu actorul Bruce Willis. Împreună cu acesta ea are trei fiice: Rumer (n. 16 august 1988), Scout (n. 20 iulie 1991), și Tallulah (n. 3 februarie 1994). Cuplul s-a separat pe 24 iunie 1998, inițiind procedura de divorț pe 18 octombrie 2000. Divorțul a fost finalizat a doua zi.
Între 1999 și 2002 Moore a fost într-o relație cu instructorul de arte marțiale Oliver Whitcomb.
În 2003, Moore a început o relație cu actorul Ashton Kutcher, care e cu 15 ani mai tânăr ca ea. Cei doi s-au căsătorit pe 24 septembrie 2005. La nuntă au fost circa 150 de prieteni apropiați și membri ai familiilor cuplului, inclusiv Willis. În noiembrie 2011, după luni de speculații în presă despre starea cuplului, Moore și-a anunțat decizia de a încheia mariajul cu Kutcher. După mai bine de un an de separare, Kutcher a inițiat divorțul de Moore la data de 21 decembrie 2012. Moore a depus documentele în martie 2013, solicitând suport postmarital din partea lui Kutcher precum și plata taxelor legale. Pe 27 noiembrie 2013, divorțul a fost finalizat.

## Filmografie
| An   | Titlu                           | Rol                             | Note                        |
| ---- | ------------------------------- | ------------------------------- | --------------------------- |
| 1981 | Choices                         | Corri                           |                             |
| 1982 | Parasite                        | Patricia Welles                 |                             |
| 1982 | Young Doctors in Love           | New intern                      | cameo necreditat            |
| 1984 | Blame It on Rio                 | Nicole 'Nikki' Hollis           |                             |
| 1984 | No Small Affair                 | Laura Victor                    |                             |
| 1985 | St. Elmo's Fire                 | Jules                           |                             |
| 1986 | About Last Night...             | Debbie                          |                             |
| 1986 | One Crazy Summer                | Cassandra Eldridge              |                             |
| 1986 | Wisdom                          | Karen Simmons                   |                             |
| 1988 | The Seventh Sign                | Abby Quinn                      |                             |
| 1989 | Nu suntem îngeri                | Molly                           |                             |
| 1990 | Ghost                           | Molly Jensen                    |                             |
| 1991 | Nothing but Trouble             | Diane Lightson                  |                             |
| 1991 | Mortal Thoughts                 | Cynthia Kellogg                 | De asemenea și producătoare |
| 1991 | The Butcher's Wife              | Marina Lemke                    |                             |
| 1992 | A Few Good Men                  | LCDR JoAnne Galloway            |                             |
| 1993 | Indecent Proposal               | Diana Murphy                    |                             |
| 1994 | Disclosure                      | Meredith Johnson                |                             |
| 1995 | The Scarlet Letter              | Hester Prynne                   |                             |
| 1995 | Now and Then                    | Samantha Albertson (older)      | plus producătoare           |
| 1996 | The Juror                       | Annie Laird                     |                             |
| 1996 | Striptease                      | Erin Grant                      |                             |
| 1996 | If These Walls Could Talk       | Claire Donnelly                 | De asemenea și producătoare |
| 1996 | The Hunchback of Notre Dame     | Esmeralda (voce)                |                             |
| 1996 | Beavis and Butt-head Do America | Dallas Grimes (voice)           | Necreditată                 |
| 1997 | G.I. Jane                       | LT Jordan O'Neil                | De asemenea și producătoare |
| 1997 | Deconstructing Harry            | Helen / Harry's Character       |                             |
| 2000 | Passion of Mind                 | Martha Marie / 'Marty' Talridge |                             |
| 2002 | The Hunchback of Notre Dame II  | Esmeralda (voice)               | Direct-to-video             |
| 2003 | Charlie's Angels: Full Throttle | Madison Lee                     |                             |
| 2006 | Half Light                      | Rachel Carlson                  |                             |
| 2006 | Bobby                           | Virginia Fallon                 |                             |
| 2007 | Mr. Brooks                      | Detective Tracy Atwood          |                             |
| 2008 | Flawless                        | Laura Quinn                     |                             |
| 2010 | Happy Tears                     | Laura                           |                             |
| 2010 | The Joneses                     | Kate Jones                      |                             |
| 2010 | Bunraku                         | Alexandra                       |                             |
| 2011 | Margin Call                     | Sarah Robertson                 |                             |
| 2011 | Another Happy Day               | Patty                           |                             |
| 2012 | LOL                             | Anne                            |                             |
| 2014 | Very Good Girls                 | Kate                            |                             |
| 2015 | Wild Oats                       |                                 | Filmare                     |

| An                            | Titlu                                  | Rol                   | Note                                       |
| ----------------------------- | -------------------------------------- | --------------------- | ------------------------------------------ |
| 1982–1983                     | General Hospital                       | Jackie Templeton      |                                            |
| 1984                          | The Master                             | Holly Trumbull        | 1 episod: "Max"                            |
| 1984                          | Bedrooms                               | Nancy                 | Sketch comedie                             |
| 1987 or 1988 (sources differ) | The New Homeowner's Guide to Happiness | Sandy Darden          | TV special                                 |
| 1989                          | Moonlighting                           | Femeia din elevator   | 1 episod: "When Girls Collide"             |
| 1990                          | Tales from the Crypt                   | Cathy Marno           | 1 episod: "Dead Right"                     |
| 1997                          | Ellen                                  | The Sample Lady       | 1 episod: "The Puppy Episode"; necreditată |
| 1997                          | Destination Anywhere: The Film         | Janie                 | Scurt                                      |
| 2003                          | Will & Grace                           | Sissy Palmer-Ginsburg | 1 episod: "Women and Children First"       |

| An   | Titlu       | Note                      |
| ---- | ----------- | ------------------------- |
| 2008 | Streak      | Scurt                     |
| 2009 | The Joneses |                           |
| 2011 | Five        | TV, segmentul "Charlotte" |

## Premii și nominalizări
| An      | Premiu                                                                       | Pentru                          | Rezultat     |
| ------- | ---------------------------------------------------------------------------- | ------------------------------- | ------------ |
| 1986–87 | Theatre World Award                                                          | The Early Girl                  | Câștigat     |
| 1990    | Saturn Award for Best Actress                                                | Ghost                           | Câștigat     |
| 1990    | Golden Globe Award for Best Actress – Motion Picture Musical or Comedy       | Ghost                           | Nominalizare |
| 1992    | MTV Movie Award for Best Female Performance                                  | A Few Good Men                  | Nominalizare |
| 1993    | People's Choice Award for Favorite Dramatic Motion Picture Actress           | A Few Good Men                  | Câștigat     |
| 1993    | People's Choice Award for Favorite Motion Picture Actress                    |                                 | Nominalizare |
| 1993    | MTV Movie Award for Best Kiss (with Woody Harrelson)                         | Indecent Proposal               | Câștigat     |
| 1993    | MTV Movie Award for Best Female Performance                                  | Indecent Proposal               | Nominalizare |
| 1993    | MTV Movie Award for Most Desirable Female                                    | Indecent Proposal               | Nominalizare |
| 1994    | MTV Movie Award for Most Desirable Female                                    | Disclosure                      | Nominalizare |
| 1994    | MTV Movie Award for Best Villain                                             | Disclosure                      | Nominalizare |
| 1995    | ShoWest Award for Female Star of the Year                                    |                                 | Câștigat     |
| 1996    | People's Choice Award for Favorite Actress in a Dramatic Motion Picture      | The Scarlet Letter              | Câștigat     |
| 1996    | Golden Globe Award for Best Actress – Miniseries or Television Film          | If These Walls Could Talk       | Nominalizare |
| 1996    | Primetime Emmy Award for Outstanding Made for Television Movie               | If These Walls Could Talk       | Nominalizare |
| 1997    | MTV Movie Award for Best Fight (with Viggo Mortensen)                        | G.I. Jane                       | Nominalizare |
| 2003    | MTV Movie Award for Best Villain                                             | Charlie's Angels: Full Throttle | Nominalizare |
| 2011    | Directors Guild of America Award for Outstanding Directing – Television Film | Five                            | Nominalizare |